# Adavie Efendieva
Adavie Efendiyea (în tătară crimeeană Adaviye Efendiyeva, Адавие Эфендиева; n. 1879, Evpatoria, Imperiul Rus – d. 1944, Samarqand, Republica Sovietică Socialistă Uzbecă, URSS) a fost un maestru țesător tătar din Crimeea care a murit în Samarkand la scurt timp după deportarea din 1944 a tătarilor din Crimeea. 

## Biografie
Adavie Efendieva s-a născut în orașul Ievpatoria din Crimeea în 1879, când a făcut parte din Imperiul Rus. De la o vârstă fragedă, bunica a învățat-o broderie și țesutul. Mai întâi a folosit o mașină de brodat la vârsta de doisprezece ani și a învățat să folosească un țesut mecanizat la șaisprezece ani. În 1928 a devenit șefa cercului de broderie de la muzeul Ievpatoria, unde a predat broderia. Ulterior a lucrat ca instructor de broderie la un muzeu de artă. Din copilărie până în 1937 a creat peste 500 de lucrări brodate, care au fost expuse pentru prima dată în expoziții de artă din Moscova în 1935. Ulterior, arta ei a ajuns la muzee din Europa de Vest și Statele Unite.  
La scurt timp după ce Armata Roșie a preluat controlul Crimeei în 1944, majoritatea tătarilor etnici, inclusiv Efendieva, au fost deportați în Republica Sovietică Socialistă Uzbekă; în condițiile dure ale exilului, ea a murit curând după sosirea în Samarkand.  
Multe dintre lucrările ei, inclusiv fețe de masă, prosoape și curele brodate, rămân expuse în Muzeul Central Tavrida din Simferopol.